# تورياصور

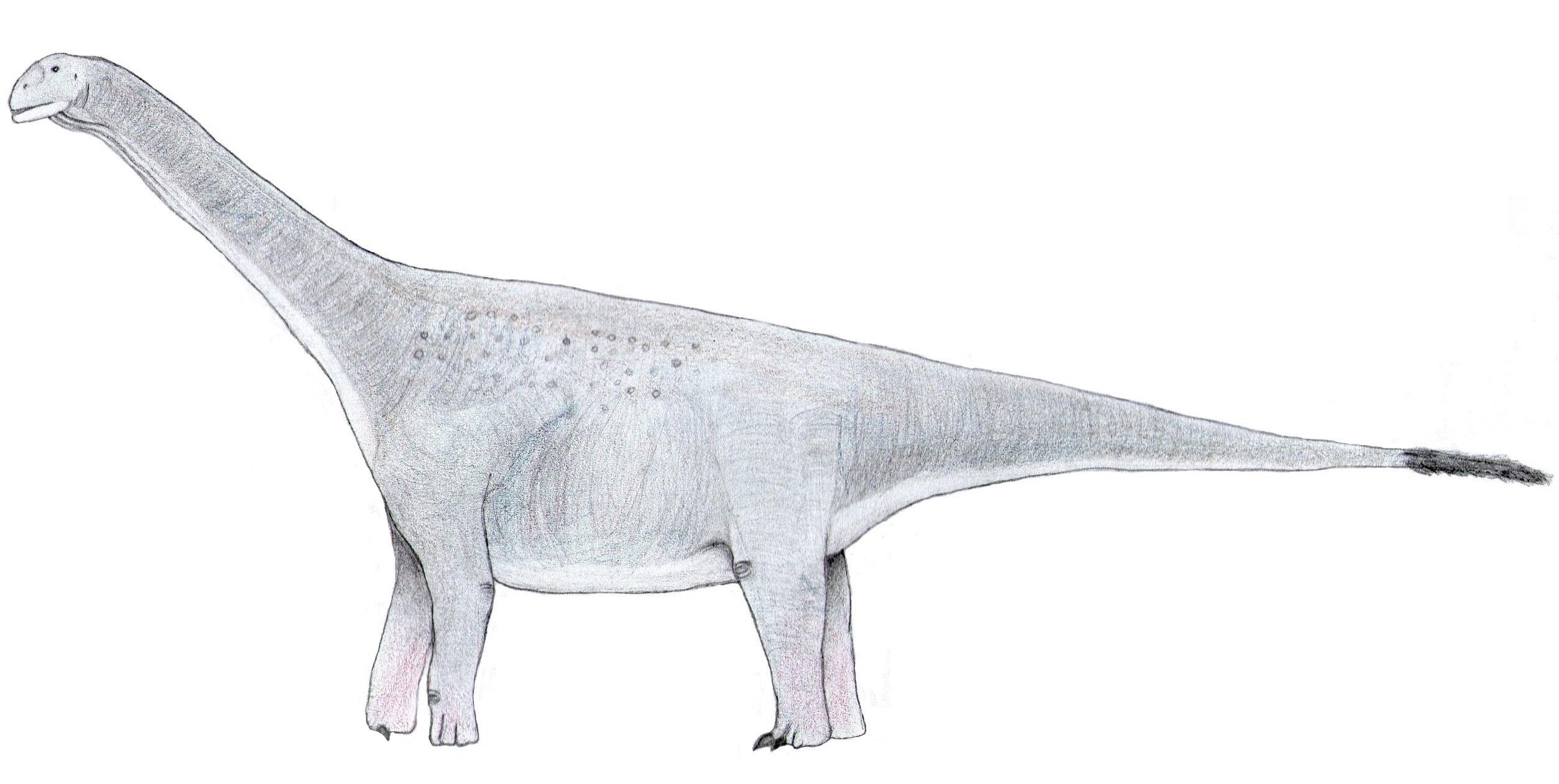
اعادة انشاء

التورياصورس (باللاتينية:Turiasaurus؛ يعني سحلية توريا، توريا هو الاسم اللاتيني لتيروال) هو جنس من ديناصورات الصوروبودا، هو معروف من عينة أحفورية واحدة تمثل T. riodevensis، عثر عليها في التكوين الصخري في إسبانيا تعود إلى حدود الجوراسي-الطباشيري منذ حوالي 140 مليون سنة.

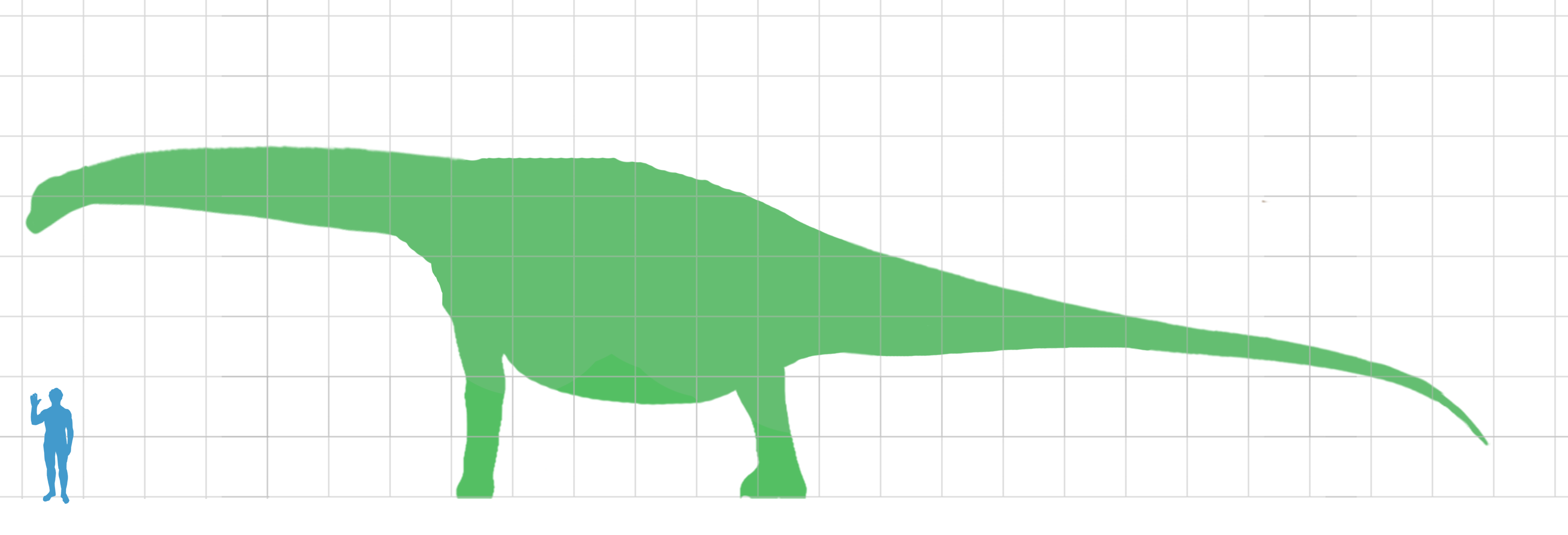
مقارنة الحجم مع الإنسان

## وصلات خارجية
- BBC report on Turiasaurus
- Fact-Sheet with picture (in german)
- Fundación Conjunto Paleontológico de Teruel